# Ewryn Seerutton
Erwyn Seerutton es un músico-compositor originario de la Isla Mauricio, de amplia trayectoria profesional. Por sus orígenes e influencias musicales, ha desarrollado un estilo propio como instrumentista y como cantante. Toca la guitarra, el banjo, la batería, tabla de lavar, así como diversos instrumentos folclóricos de la isla. 
Erwyn, por sus orígenes, alberga una riqueza de diversas influencias culturales. Su pasión por el jazz, el góspel y la música étnica de su país, el Segá (que nace de la confluencia entre la música africana y la cultura criolla de Isla Mauricio), le ha llevado, en una constante búsqueda, a amalgamar e integrar estos estilos para expresar con intensidad, profundidad y sensibilidad su particular visión de la música. Esta creatividad se concreta en la actualidad en sus propios proyectos musicales. Su repertorio incluye composiciones propias, adaptaciones de temas clásicos del jazz y temas populares de Isla Mauricio todo ello cantado en criollo y en inglés. Ha interpretado sus composiciones y adaptaciones actuando en el Festival de Jazz Tarrasa, en el Palacio de la Música Catalana (ciclo Millenium de Barcelona), en la Fundación Puigvert...
- Datos: Q5852950